# Pigen med solsikkerne
Pigen med solsikkerne er et maleri af Michael Ancher fra 1889.
Modellen er Maren Brems, hun står i døren mellem to stuer i Michael og Anna Anchers Hus  med en kobberskål med solsikker fra haven. Den unge pige var  tjenestepige hos Anna og Michael Ancher og bærer sin andendagskjole. Det  var ikke sidste gang hun var model. Dette maleri beskrives som et hovedværk i Skagenleksikon: malerne, modellerne, værkerne og stederne.
Maleriet  var ofte på udstilling, og Ancher kunne ikke bestemme sig for at sælge  det. I 1893 malede han en ny version, hvor Maren havde en anden frisure og var iført en af Anna Anchers kjoler, dette maleri findes i Anchers Hus. Johannes V. Jensen har omtalt maleriet og modellen i Form og Sjæl, 1931.

## Inspiration
Michael Ancher var en stor beundrer af malerne fra den hollandske guldalder, Pieter de Hooch og Vermeer van Delft,  en gæld til det 17. århundrede han  vedkendte sig. Det faktum, at han  her, for første gang tillod en farvenuance at dominere skyldes uden  tvivl kendskab til James McNeill Whistlers farveharmonier. Måske er solsikkemotivet inspireret af van Gogh.

## Gengivelser
Maleriet er blevet brugt på en dansk frimærker, værdi 15,- kr., i 1996.